# 엘리자베스 클레페인

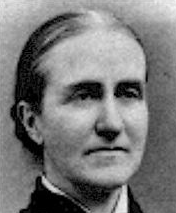

엘리자베스 클레페인(Elizabeth Clephane, 1830년 6월 18일 ~ 1869년 2월 19일)은 스코틀랜드 에든버러에서 보안관 앤드류 클레페인의 셋째 딸로 태어났다. 몸이 허약하여 평생을 자선단체의 도움을 받으며 살다가 39살에 고아원에서 세상을 떠났다. 그녀는 찬양시를 써서 익명으로 '가족의 보화'라는 잡지에 투고하였는 데, 그녀가 죽기 일년 전에 쓴 그 시가 전세계의 기독교인들에게 많은 감동을 주었다. 그녀가 지은 시가 아이라 생키에 의해 전달되어 D. L. 무디가 이끄는 집회에서 선을 보이게 됨으로 전세계에 소개되었다.
대표적인 찬송시로 양 아흔 아홉 마리(The Ninety and Nine)와, 십자가 그늘 밑에(Beneath the Cross of Jesus)가 있다.